# Fjäll
Fjäll je malé dojné plemeno skotu původem ze Švédska. Je součástí populace skandinávského bezrohého skotu a blízce příbuzný finskému a norskému skotu. Je to plemeno vzácné, ohrožené vyhynutím.
Fjäll je skot malého tělesného rámce, výrazně mléčného užitkového typu. Kostra je jemná, osvalení slabé, hrudník hluboký a vemeno dobře vyvinuté. Zvířata jsou bezrohá. Zbarvení kolísá od téměř bílé přes bílou základní barvu s tmavými skvrnami až k černé nebo červené barvě s bílým pruhem na hřbetě a bílou spodní částí těla, podobně jako u vogézského skotu. Vzácně se mohou objevit i celotělově černá nebo červená zvířata. Okolí očí, uši a mulec jsou vždy tmavé.
Plemeno je odolné, přizpůsobené drsnému klimatu, dobře využívá pastvu, je dlouhověké a plodné. Roční užitkovost se blíží 4000 kg mléka s tučností 4,2 %.